# Мисс Россия 2018
Мисс Россия 2018 — 26-й ежегодный национальный конкурс красоты Мисс Россия, финал которого состоялся 14 апреля 2018 года в концертном зале «Барвиха Luxury Village». В финале конкурса приняли участие 50 участниц из разных регионов России. Победительницей конкурса стала 18-летняя представительница Чувашии — Юлия Полячихина.

## Проведение конкурса
Темой конкурса «Мисс Россия 2018» стала красота в искусстве. Выступил живой оркестр, а также акробаты, джазовые и оперные артисты.
Победительница получит корону, три миллиона рублей, автомобиль и возможность участия на международных конкурсах красоты «Мисс Мира 2018» и «Мисс Вселенная 2018».

## Результаты
Список финалисток:
| Результат        | Участница |
| ---------------- | --- |
| Мисс Россия 2018 | - Чувашия — Юлия Полячихина |
| 1 Вице-Мисс      | - Белгород — Виолетта Тюркина |
| 2 Вице-Мисс      | - Якутия — Наталья Строева |
| Топ 10           | - Краснодарский край — Ангелина Лихопуд - Красноярск — Владислава Безденежная - Владимирская область — Александра Косогорова - Кабардино-Балкария — Диана Нагоева - Свердловская область — Полина Костюк - Елец — Ольга Ломакина - Тыва — Норгьянма Монгуш                                                             |
| Топ 20           | - Санкт-Петербург — Дарина Абрамова - Черкесск — Виктория Артёменко - Карелия — Анастасия Михайленко - Тамбов — Ульяна Ляхова - Калуга — Татьяна Фицукова - Барнаул — Анастасия Ильиных - Башкортостан — Земфира Байдавлетова - Люберцы — Вероника Арсич - Кострома — Светлана Хохлова - Калининград — Виолетта Маурер |

## Жюри
Состав жюри:
- Дмитрий Маликов — певец
- Игорь Чапурин — модельер
- Ксения Сухинова — «Мисс мира 2008»
- Владимир Матецкий — композитор
- Денис Родькин — премьер Большого театра

## Участницы
Список участниц:
| Имя                    | Родной регион/город   | Итоговое место   | Примечание                                                                                        |
| ---------------------- | --------------------- | ---------------- | ------------------------------------------------------------------------------------------------- |
| Юлия Полячихина        | Чувашия               | Мисс Россия 2018 | Мисс Чувашия 2016 Топ-10 Miss Globe 2016                                                          |
| Анастасия Бочкова      | Белогорск             |                  | Мисс Республика Крым 2017                                                                         |
| Татьяна Фицукова       | Калуга                | Топ 20           |                                                                                                   |
| Арина Гладкова         | Ростов-на-Дону        |                  |                                                                                                   |
| Земфира Байдавлетова   | Башкирия              | Топ 20           | Мисс Хылыукай 2017                                                                                |
| Анна Квасникова        | Котлас                |                  |                                                                                                   |
| Светлана Савельева     | Тамбовская область    |                  |                                                                                                   |
| Дарина Абрамова        | Санкт-Петербург       | Топ 20           |                                                                                                   |
| Ольга Ломакина         | Елец                  | Топ 10           | Участница 6 сезона реалити-шоу «Холостяк»                                                         |
| Юлия Ильина            | Москва                |                  |                                                                                                   |
| Александра Косогорова  | Владимирская область  | Топ 10           |                                                                                                   |
| Полина Костюк          | Свердловская область  | Топ 10           | Топ-5 Мисс Екатеринбург 2017                                                                      |
| Наталья Строева        | Якутия                | 2-я Вице-Мисс    | Мисс Республика Саха (Якутия) 2017                                                                |
| Виктория Кушик         | Магнитогорск          |                  |                                                                                                   |
| Ангелина Лихопуд       | Краснодарский край    | Топ 10           |                                                                                                   |
| Алина Коломойцева      | Тюмень                |                  |                                                                                                   |
| Светлана Григорук      | Самарская область     |                  |                                                                                                   |
| Юлия Олзоева           | Бурятия               |                  |                                                                                                   |
| Виолетта Маурер        | Калининград           | Топ 20           |                                                                                                   |
| Вероника Арсич         | Люберцы               | Топ 20           |                                                                                                   |
| Ульяна Ляхова          | Тамбов                | Топ 20           |                                                                                                   |
| Анастасия Каунова      | Екатеринбург          |                  | Мисс Екатеринбург 2017                                                                            |
| Анастасия Ильиных      | Барнаул               | Топ 20           |                                                                                                   |
| Наталья Киричек        | Краснодар             |                  |                                                                                                   |
| Екатерина Мокрецова    | Иркутск               |                  |                                                                                                   |
| Юлия Гришманова        | Новосибирская область |                  |                                                                                                   |
| Норгьянма Монгуш       | Тува                  | Топ 10           |                                                                                                   |
| Мария Барбаховска      | Симферополь           |                  |                                                                                                   |
| Олеся Гримайло         | Александров           |                  |                                                                                                   |
| Светлана Хохлова       | Кострома              | Топ 20           | Miss Global City 2016 Топ-20 Miss Grand International 2017 Miss Tourism and Culture Universe 2018 |
| Ирина Шуляр            | Севастополь           |                  |                                                                                                   |
| Диана Нагоева          | Кабардино-Балкария    | Топ 10           |                                                                                                   |
| Владислава Безденежная | Красноярск            | Топ 10           |                                                                                                   |
| Эдита Лушникова        | Владимир              |                  |                                                                                                   |
| Анастасия Шиканова     | Нижегородская область |                  | Мисс Нижегородская губерния 2017                                                                  |
| Арина Денисова         | Курск                 |                  |                                                                                                   |
| Виолетта Тюркина       | Белгород              | 1-я Вице-Мисс    |                                                                                                   |
| Анастасия Бактимирова  | Магадан               |                  |                                                                                                   |
| Мария Мартышко         | Нижний Новгород       |                  |                                                                                                   |
| Екатерина Романова     | Домодедово            |                  |                                                                                                   |
| Виктория Артёменко     | Черкесск              | Топ-20           |                                                                                                   |
| Камилла Хусаинова      | Республика Татарстан  |                  | Мисс Татарстан 2018                                                                               |
| Мария Емельяненко      | Красноярский Край     |                  |                                                                                                   |
| Мария Ступина          | Новосибирск           |                  |                                                                                                   |
| Анастасия Михайленко   | Республика Карелия    | Топ 20           |                                                                                                   |
| Виктория Симакова      | Республика Хакасия    |                  |                                                                                                   |
| Ирина Чекунова         | Волгоград             |                  |                                                                                                   |
| Анна Козлова           | Красногорск           |                  |                                                                                                   |
| Анна Швецова           | Чебоксары             |                  |                                                                                                   |
| Мирослава Квашнина     | Алтайский край        |                  | Топ-10 Miss Eco International 2017                                                                |